# Santa Cruz das Ribeiras

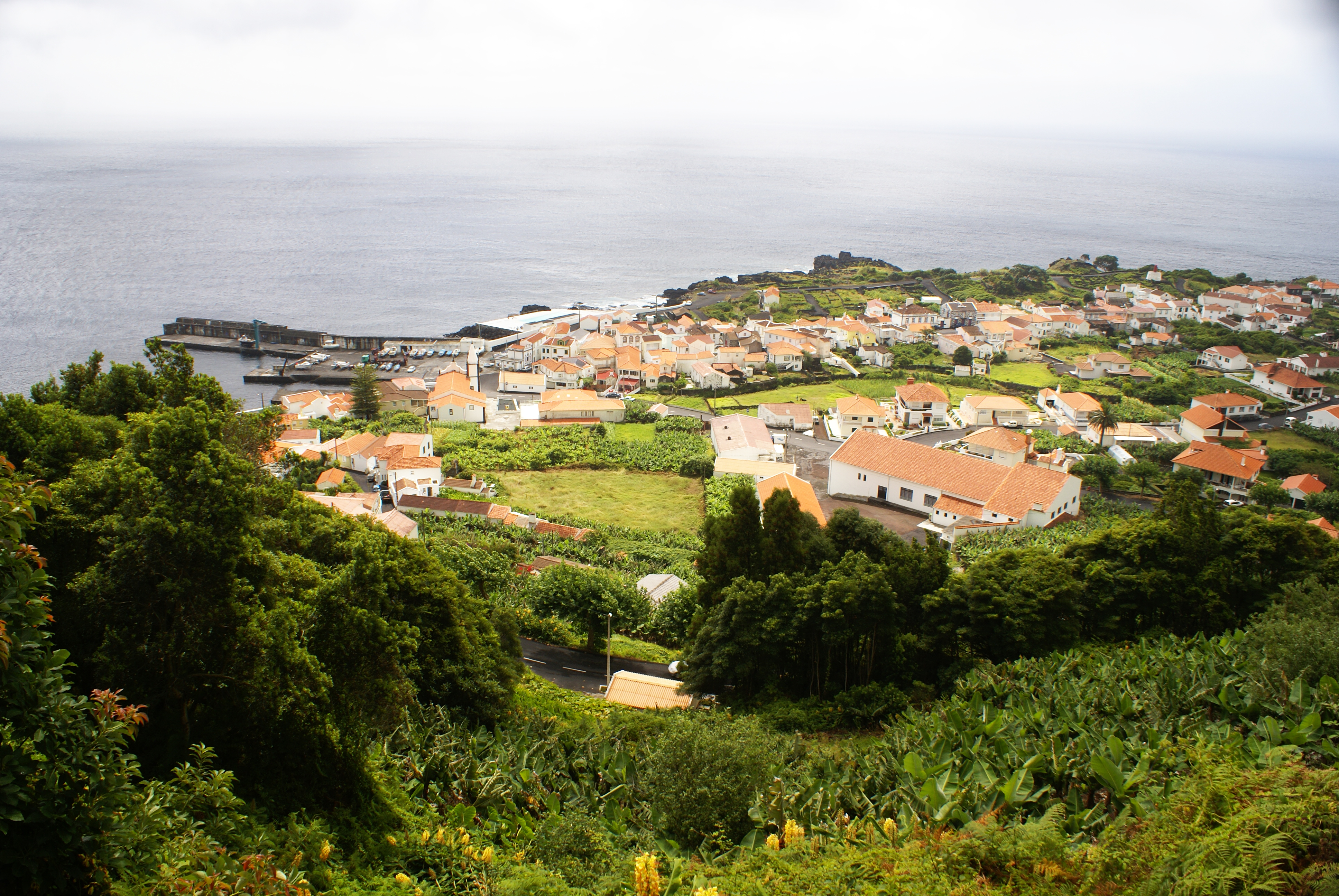
Santa Cruz das Ribeiras, vista parcial

Santa Cruz das Ribeiras é uma localidade portuguesa da freguesia das Ribeiras, concelho da Lajes do Pico, ilha do Pico, arquipélago dos Açores.
Esta localidade encontra-se entre a Ponta dos Biscoitos e o ilhéu de Forges, próximo a Ribeira dos Moinhos.
Foi pelo Porto das Ribeiras que em 21 de Abril de 1831 desembarcou a Divisão Constitucional provinda da ilha Terceira e comandada pelo Duque da Terceira,  António José de Sousa Manuel de Menezes Severim de Noronha, então Conde de Vila Flor, com o objectivo de trazer a ilha do Pico para a causa da Rainha D. Maria II de Portugal.